# Mezhyhirya
Mezhyhirya (en ucraniano: Межигір'я, Mežigìr’â) fue la residencia privada de Viktor Yanukovich desde 2002 hasta 2014, cuando ocupó los cargos de primer ministro y posteriormente presidente de Ucrania, y se encuentra en Novi Petrivtsi, raión de Vyshgorod, óblast de Kiev, Ucrania. Yanukovich abandonó la residencia y el país el 21 de febrero de 2014 tras las revueltas del Euromaidan, convirtiéndose en un museo que muestra la lujosa vida del expresidente. La propiedad es de más de 140 hectáreas y está situada en las orillas del río Dnieper (embalse de Kiev).
En sus orígenes esta zona albergaba el monasterio Mezhyhirya que funcionó de manera intermitente hasta su clausura definitiva por los bolcheviques en 1923 tras el establecimiento de la Unión Soviética. En 1935, se convirtió en residencia privada de los líderes del Partido Comunista de la URSS y más tarde, en residencia del Gobierno ucraniano hasta su privatización en 2007. En 2012, la Administración de Asuntos Estatales alquiló un parte del espacio para recepciones oficiales a la empresa Tantalit por 99.691 grivnas al año, aunque regresó a manos públicas en 2014.
El complejo de 140 hectáreas Mezhyhirya está rodeado por una valla de cinco metros de altura con una longitud a lo largo del perímetro de 54 kilómetros. En su territorio se encuentran un embarcadero de yates, club de equitación, campo de tiro, pista de tenis y muchos otros complejos turísticos de recreo, así como terrenos de caza. El arrendamiento de una hectárea en Mezhyhirya para Yanukovich costaba 314 grivnas por mes (2010), que es aproximadamente 39,57 dólares según el cambio de ese año. El periódico digital Ukrayinska Pravda en su investigación publicó una serie de documentos que confirman una relación entre esas organizaciones-inquilinos, miembros de la familia de Yanukovich y su séquito.

## Historia
En el espacio que actualmente ocupa la residencia moderna estuvo ubicado hasta el 10 de abril de 1786 el Monasterio Mezhyhirya, establecido antes de la creación de la Rus de Kiev, hasta que fue clausurado por edicto de la emperatriz rusa Catalina la Grande. Un año más tarde, el monasterio sufrió un incendio, supuestamente ordenado de nuevo por Catalina. El poeta ucraniano Tarás Shevchenko escribió sobre el suceso: «Como una zarina con Potiomkin deambuló por Kiev y prendió fuego al monasterio Mezhyhirya durante la noche». A finales del siglo XIX el edificio fue restaurado y volvió a funcionar como monasterio femenino denominado «Intersección de los Santos», aunque en 1923 volvió a cerrarse por orden de los bolcheviques, siendo convertido en un instituto de producción cerámica; las antiguas celdas monásticas fueron rehabitadas por una comuna de artistas hasta que en 1931 esta institución fue trasladada a Kiev. Ese mismo año el iconostasio del monasterio fue destruido.
Mezhyhirya fue también residencia de verano de los líderes del Partido Comunista de la Unión Soviética desde 1935. Durante la ocupación por la Alemania Nazi, fue residencia del comisario del Reich Erich Koch en un palacio del comandante del distrito militar de Kiev Iona Yakir. Antes de su privatización por el presidente de Ucrania Viktor Yanukovich, la residencia perteneció al complejo recreacional estatal Pushcha Vodytsia.

### Villa privada de Yanukóvich

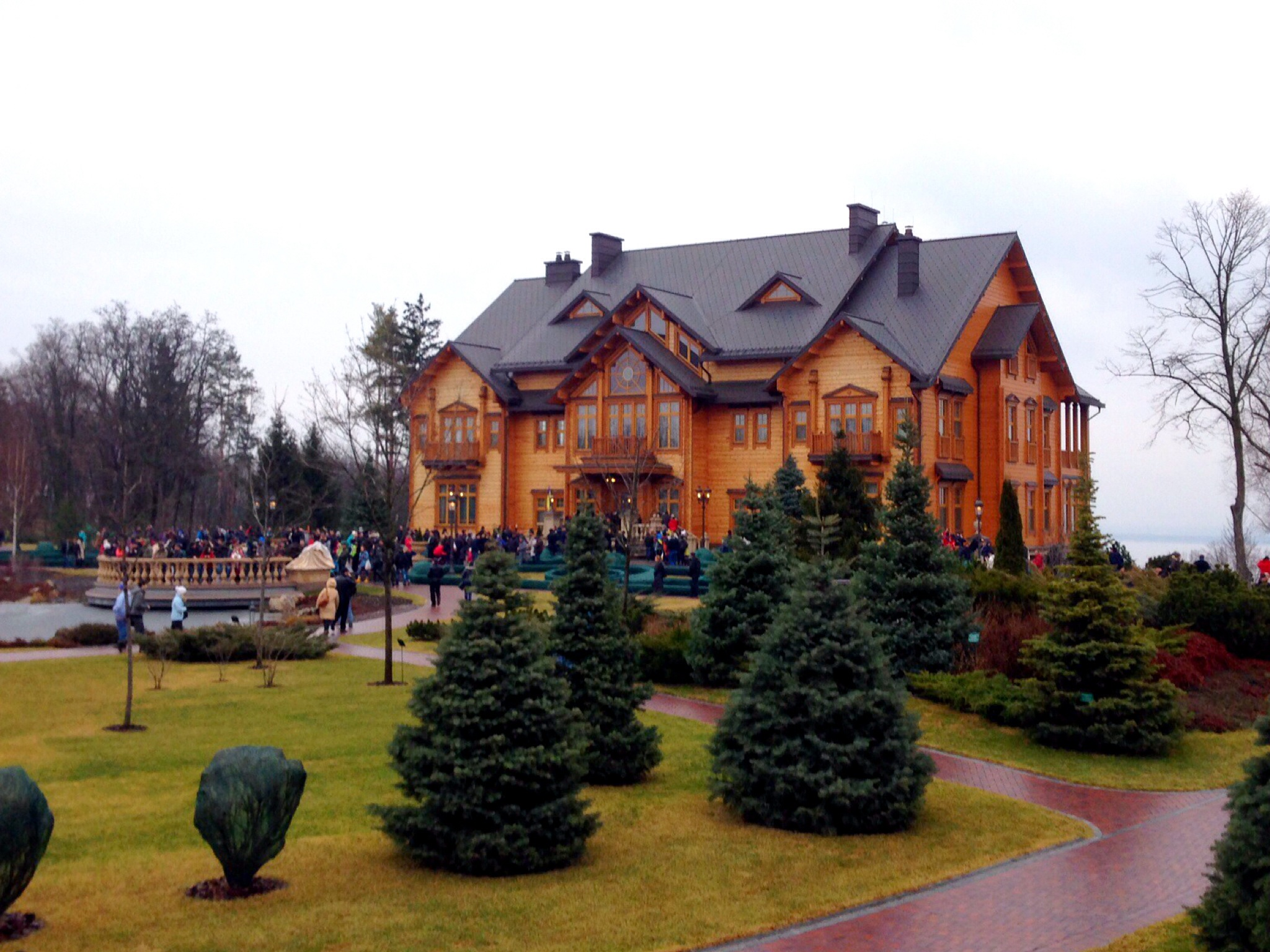
La casa Honka en Mezhyhirya.

Debido a su nombramiento como primer ministro de Ucrania en 2002, Víktor Yanukovich recibió de manera gratuita el edificio #20 con un área de 325 metros cuadrados de las propiedades del Estado. El 1 de abril de 2003, Yanukovich alquiló el edificio #20 y tres hectáreas de tierra a través de la mediación de la Organización Benéfica de Donetsk «Resurgimiento de Ucrania», cuyo acuerdo incluía el pago de 3,14 grivnas al mes en un periodo de 49 años con el propósito de «implementar medidas y programas de promoción nacional e internacional destinadas a mejorar el estatus socio-económico».
Al abandonar su puesto como primer ministro de Ucrania en 2005, Yanukovich recibió también el edificio #20-a. En 2009, Yanukovich declaró que poseía la propiedad total; no reveló el coste que pagó para su adquisición, únicamente lo definió como un «precio muy serio». Yanukovich, una vez fue elegido como presidente de Ucrania tras las elecciones presidenciales de 2010, decidió elegir Mezhyhirya como su residencia oficial. La propiedad fue rebatida; Serhiy Leshchenko, del periódico Ukrayinska Pravda, declaró que el presidente se había apropiado de más terreno del acordado y que lo había logrado a través de una entramado complejo de compañías internacionales que llevaban hasta la firma Tantalit, dirigida por un abogado cercano a la familia Yanukovich, Pavlo Lytovchenko. El alto nivel de lujo de los terrenos y la reconstrucción de una carretera hacia los mismos produjo una controversia en Ucrania.

### Apertura al público
El 21 de febrero de 2014, Yanukovich huyó de Kiev y las unidades policiales que custodiaron la residencia durante la revuelta del Euromaidán se retiraron y los manifestantes entraron en el complejo. Tras estos eventos, miles de ucranianos visitaron el lujoso palacio y el parque de manera gratuita. Activistas de Automaidan se preocuparon de la gestión de la residencia desde el momento que las fuerzas de seguridad abandonaron el complejo y lo convirtieron en un parque público. Desde entonces, los empleados del Parque zoológico de Kiev se han ocupado también de los animales y las aves que habitan la zona.
El 23 de febrero de 2014, el Parlamento de Ucrania adoptó una resolución para convertir Mezhyhirya del complejo recreacional de Puscha-Vodytsia a propiedad del Estado. Los tribunales le dieron la razón al Estado el 25 de junio del mismo año y en noviembre se convirtió en un museo.
El 11 de marzo de 2014, un grupo de fotógrafos realizó una serie de fotos panorámicas de 360 grados del exterior y el interior de los edificios en Mezhyhirya, disponible en la página web del periódico alemán Der Spiegel.